# Гидрофиты

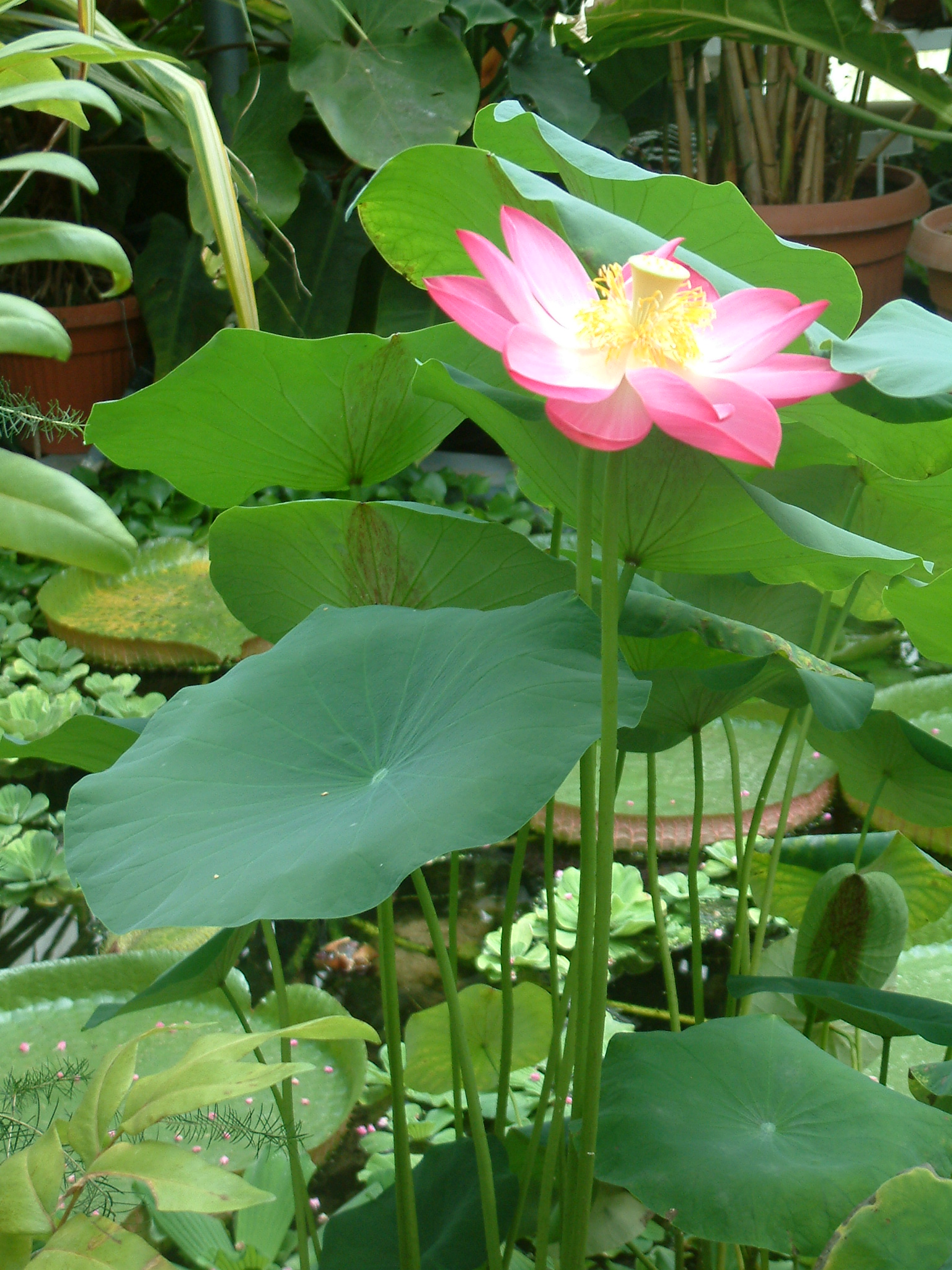
Лотос орехоносный (Nelumbo nucifera) — укореняющийся гидрофит с плавающими и надземными листьями

Гидрофи́ты (hydor с др.-греч. — «вода» и phýton с др.-греч. — «растение») — истинно-водные растения, которые для нормального прохождения своего жизненного цикла требуют постоянного контакта вегетативного тела с водной средой. Вместе с гелофитами (земноводными) и заходящими в воду береговыми (околоводными, сухопутными) растениями, составляют флору водоёмов.  
В целом гидрофиты флоры водоёмов и водотоков России представляют 162 вида сосудистых растений.  

## Смысл и объём термина
По мере развития гидроботаники, различные учёные вкладывали в этот термин различные понятия групп растений и различный объём этих групп, что иногда приводит к путанице и неразберихе. Так в научно-популярном издании 1974 года «Жизнь растений» гидрофитами называют экологическую группу воднонадземных растений прикрепленных к почве, которые начинают свое индивидуальное развитие и ежегодное возобновление побегов будучи погруженными в воду, но во взрослом состоянии верхние части побегов выступают над поверхностью воды. Другие исследователи называли гидрофитами растения с плавающими листьями или любые водные растения.  

## Классификация
Существуют различные классификации растений водоёмов и водотоков, основанные на различных подходах — аутэкологическом, типологическом, физиономическом и эколого-морфологическом. Согласно современной классификации, предложенной В. Г. Паченковым в 2001 году на основе типологического подхода, гидрофиты — экотип, в который входят настоящие водные растения, то есть те, жизненный цикл которых не может быть завершён, будучи на суше. Помимо гидрофитов, флору водоёмов составляют прибрежно-водные растения (гелофиты) и заходящие в воду береговые (околоводные) растения.  
В свою очередь экотип гидрофитов подразделяется на 4 экогруппы: 
1. Макроводоросли и водные мхи
2. Гидрофиты, свободно плавающие в толще воды
3. Погруженные укореняющиеся гидрофиты
4. Укореняющиеся гидрофиты с плавающими на воде листьями
5. Гидрофиты свободно плавающие на поверхности воды

## Биологические особенности
Вода плотнее воздуха в 235 раз. Высокая плотность воды отражается на строении гидрофитов. Так, если у наземных растений хорошо развиты механические ткани, обеспечивающие прочность стволов и стеблей, расположение механических и проводящих тканей по периферии стебля создает конструкцию «трубы», хорошо противостоящую изломам и изгибам, то у гидрофитов механические ткани сильно редуцированы, так как растения поддерживаются самой водой. Механические элементы и проводящие пучки довольно часто сосредоточены в центре стебля или листового черешка, что придает способность изгибаться при движениях воды. Погруженные гидрофиты обладают хорошей плавучестью, создаваемой специальными приспособлениями (воздушные мешки и вздутия).
Обычно у них хорошо развита система межклетников и воздушных полостей, по которым воздух, поступающий через устьица, проникает и в нижние части растения, скрытые в перенасыщенном водой субстрате.
Вследствие этого менее заметны особенности в строении листьев и стеблей, чем у гидатофитов; лишь немногие роды (например, Валлиснерия и Элодея) погружены целиком в воду и не могут держаться вне её; большинство же родов по более прочному устройству своих частей и по способности существовать некоторое время и на суше (но хорошо увлажнённой) представляют формы, переходные к прибрежным, или болотным.

## Среда обитания
Гидрофиты могут образовывать фитоценозы на всех доступных водным макрофитам глубинах, чаще всего они обычны в пределах от 0,5 до 3 м. Некоторые гидрофиты могут в угнетенном состоянии непродолжительное время существовать и на обсохших мелководьях. У этих видов иногда развиваются наземные формы, но для прохождения всего жизненного цикла им необходима водная среда.

## Некоторые представители

### Макроводоросли и водные мхи
- Яванский мох (Vesicularia dubyana)
- Рождественский мох (Vesicularia montagnei)
- Эгагропила Линнея (Aegagropila linnaei)
- Риччия плавающая (Riccia fluitans)

### Гидрофиты, свободно плавающие в толще воды
- Альдрованда пузырчатая (Aldrovanda vesiculosa)

- Гидрилла мутовчатая (Hydrilla verticilata)
- Пузырчатка малая (Utricularia minor)
- Пузырчатка обыкновенная (Utricularia vulgaris)
- Роголистник погруженный (Ceratophyllum demersum)

### Погруженные укореняющиеся гидрофиты
- Валлиснерия спиральная (Vallisneria spiralis L.) — растёт в водах южной Европы; в России — в устье Волги. Двудомное растение, выставляет из воды на короткое время только цветки. Длинные лентовидные прозрачные и нежные листья (длина 15—30 см, ширина около 0,6 см), внутри продолговатых клеток которых происходит оживлённое движение плазмы (открытое Альфонсо Корти), превосходно наблюдаемое. На мужских индивидах валлиснерии мелкие цветки собраны в густые соцветия, прикрытые двулопастной поволокой и выходящие на ножках из углов листьев; они отрываются сами и плавают по воде; на женских — цветки одиночные на очень длинных ножках, винтообразно или спирально скрученных, выносящих цветки на поверхность воды; после оплодотворения спирали закручиваются и втягивают цветки под воду, где и созревает плод.
- Дзанникеллия болотная (Zannichellia palustris)
- Каулиния гибкая (Caulinia flexilis)
- Красовласка обоеполая (Callitriche hermaphroditica)
- Наяда морская (Najas marina)
- Уруть колосистая (Myriophyllum spicatum)
- Кабомба каролинская (Cabomba caroliniana)

### Укореняющиеся гидрофиты с плавающими на воде листьями
- Кубышка жёлтая (Nuphar lutea)
- Кубышка малая (Nuphar pumila)
- Кубышка белая (Nuphar alba)
- Рдест плавающий (Potamogeton natans)
- Стрелолист плавающий (Sagittaria natans)
- Виктория амазонская (Victoria amazonica)

### Гидрофиты свободно плавающие на поверхности воды
- Водокрас обыкновенный (Hydrocharis morsus-ranae)
- Рогульник плавающий (Trapa natans)
- Многокоренник обыкновенный (Spirodela polyrhiza)
- Ряска горбатая (Lemna gibba)
- Ряска малая (Lemna minor)

- Пистия (Pistia stratiotes L.) — маленькое растение тропической Океании из семейства Ароидные, или Аронниковые (Araceae), или выделяемого от них особого подсемейства Пистиевые (Pistiaceae); плавающее растение; округлые листья розеткой, цветки мелкие, без околоцветника, собраны мелкими початками; плоды ягодообразные.